# Jacquin Strouss Lucena
Jacquin Desiree Strouss Lucena (Medellín, 22 de febrero de 1953) es una economista e historiadora Colombiana, de ascendencia Alemana y Estadounidense. Fue primera dama de Colombia entre el 7 de agosto de 1994 y el 7 de agosto de 1998 y está casada con el expresidente Ernesto Samper.

## Biografía
Jacquin es hija de la tolimense María Inés Lucena y del aviador estadounidense de origen alemán Herbert Strouss, quien prestó su servicio militar durante la Segunda Guerra Mundial en Asia y años después, al servicio de las tropas norteamericanas murió en Laos, en los inicios de la guerra de Vietnam, cuando Jacquin tenía 9 años. Nació en Medellín pero se mudó a Bogotá desde los 4 años. Allí realizó sus estudios de primaria en el Colegio Nueva Granada y de bachillerato en el Colegio La Asunción. Posteriormente estudió economía en la Universidad de los Andes, en la que también realizó un posgrado en historia. Vivió en Nueva York y allí realizó estudios en la Universidad de Columbia. 
Participó en la creación de la ANIF (Asociación Nacional de Instituciones Financieras), donde estuvo primero encargada del departamento de investigaciones y posteriormente de la  vicepresidencia de desarrollo. Durante su tiempo en la ANIF conoció a Ernesto Samper, con quien contrajo matrimonio años más tarde. Fue subdirectora de Compensar y catedrática de econometría en la Pontificia Universidad Javeriana y de política monetaria en la Universidad del Rosario. 
El 16 de junio de 1979 contrajo matrimonio con Ernesto Samper Pizano, con quien tuvo 2 hijos, Miguel y Felipe.

## Labor como primera dama
Dada su preparación académica y su experiencia profesional, la labor de Jacquie como primera dama fue destacada. Se centró en la creación de una red de atención a la población desplazada, la cual articulaba a todas las entidades del Estado. A raíz del conflicto colombiano, la crisis humanitaria entre las poblaciones más vulnerables se agudizó durante los años noventa y, durante la presidencia de Ernesto Samper, fue por primera vez atendida desde el despacho de la primera dama. De la mano del ICBF, de cuya junta directiva fue presidenta, trabajó sin descanso por el bienestar de los niños de Colombia. Participó activamente en la creación de los Hogares Comunitarios Empresariales, los cuales dependían administrativamente de ICBF, pero contaban con cofinanciación de la empresa privada. Así mismo trabajó en favor de los niños enfermos de sida y los niños habitantes de calle y con adicciones. Impulsó el Programa de Seguridad Alimentaria Infantil conocido como 'Bienestarina'.  
Otro de los proyectos en los que se involucró fue en la creación del Ministerio de Cultura, que nació como una herramienta de paz, con la que se buscaba resaltar y conciliar las diferencias entre todos los colombianos. El Ministerio se encargó de recoger los intereses de las comunidades, los artistas, las regiones, los productores de bienes culturales, las expresiones de folclore, creatividad y talento.

## Después de ser primera dama
Tras su paso por el Palacio de Nariño ha participado en investigaciones sobre la relación entre desplazamiento y tenencia de tierras con la Procuraduría General de la Nación y ha tenido un rol activo en diversas actividades culturales, especialmente las relacionadas con la pintura y el arte plástico. Fue presidenta de la conmemoración del centenario de la escritora y periodista Soledad Acosta de Samper, precursora del feminismo en Colombia en el siglo XIX, realizado en el año 2013, el cual incluyó una exposición en el Museo Nacional. Ha hecho parte de la junta directiva de la Casa de Poesía Silva y de la Fundación Arte Lírico.
En febrero del año 2013 se le diagnosticó cáncer de seno. Tras dos operaciones y cuatro meses de quimioterapia, completó su tratamiento de manera exitosa en julio del mismo año. 